# ويست إند (لندن)

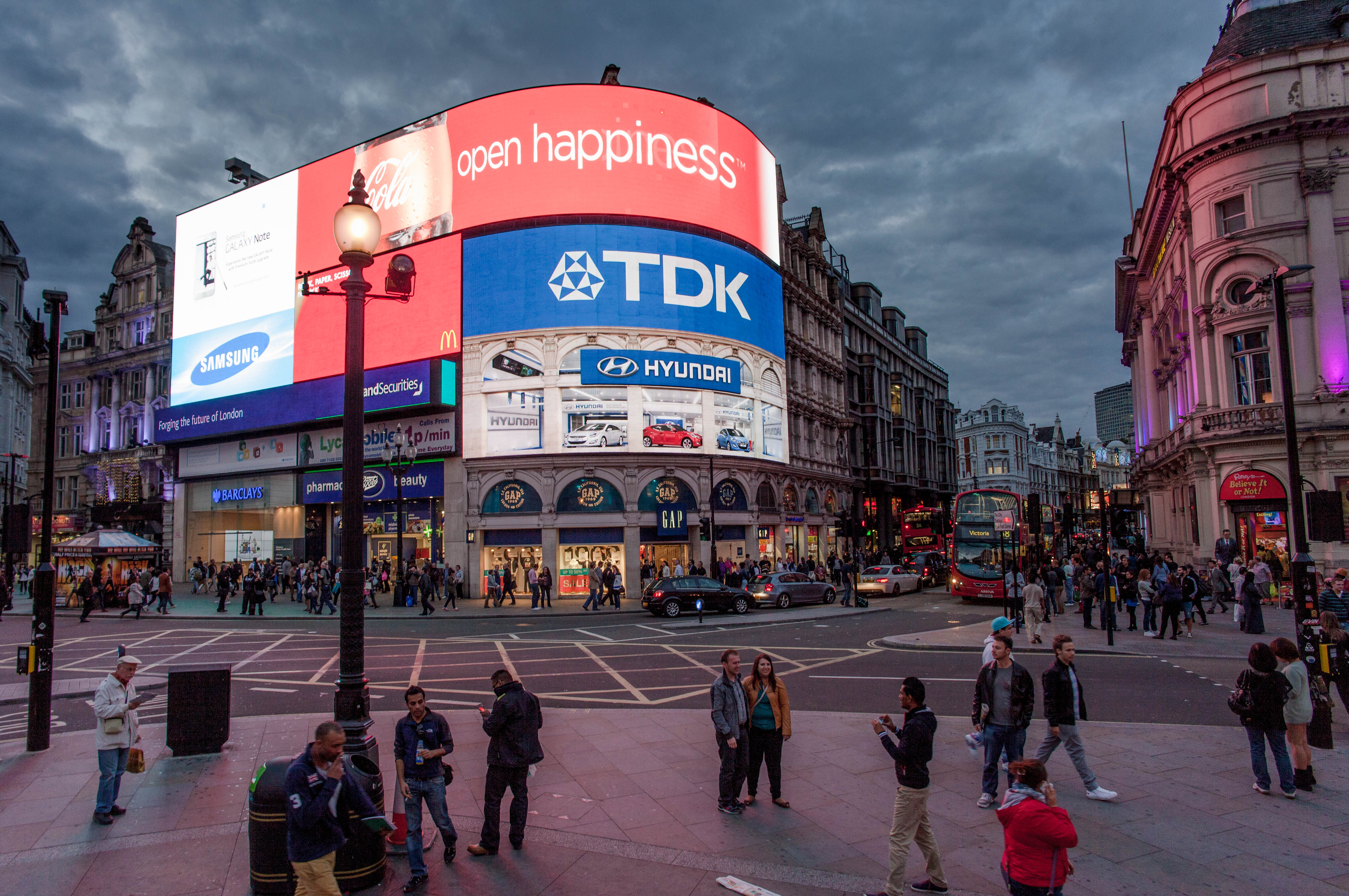
ميدان بيكاديلي - قلب الوست اند.

الوست اند (وتعني «الطرف الغربي») هي منطقة في وسط لندن، تشتهر بمسارحها ومواقعها الترفيهية والتجارية.
جائت تسمية المنطقة لأنها تقع غرب حي السيتي. تشتهر المنطقة بالأماكن السياحية إضافة إلى الأسواق والمكاتب التجارية، وتعتبر الإيجارات في الوست اند من أغلى الإيجارات على مستوى العالم.

## أحياء الوست اند
تضم الوست اند عدد من الأحياء وهي:

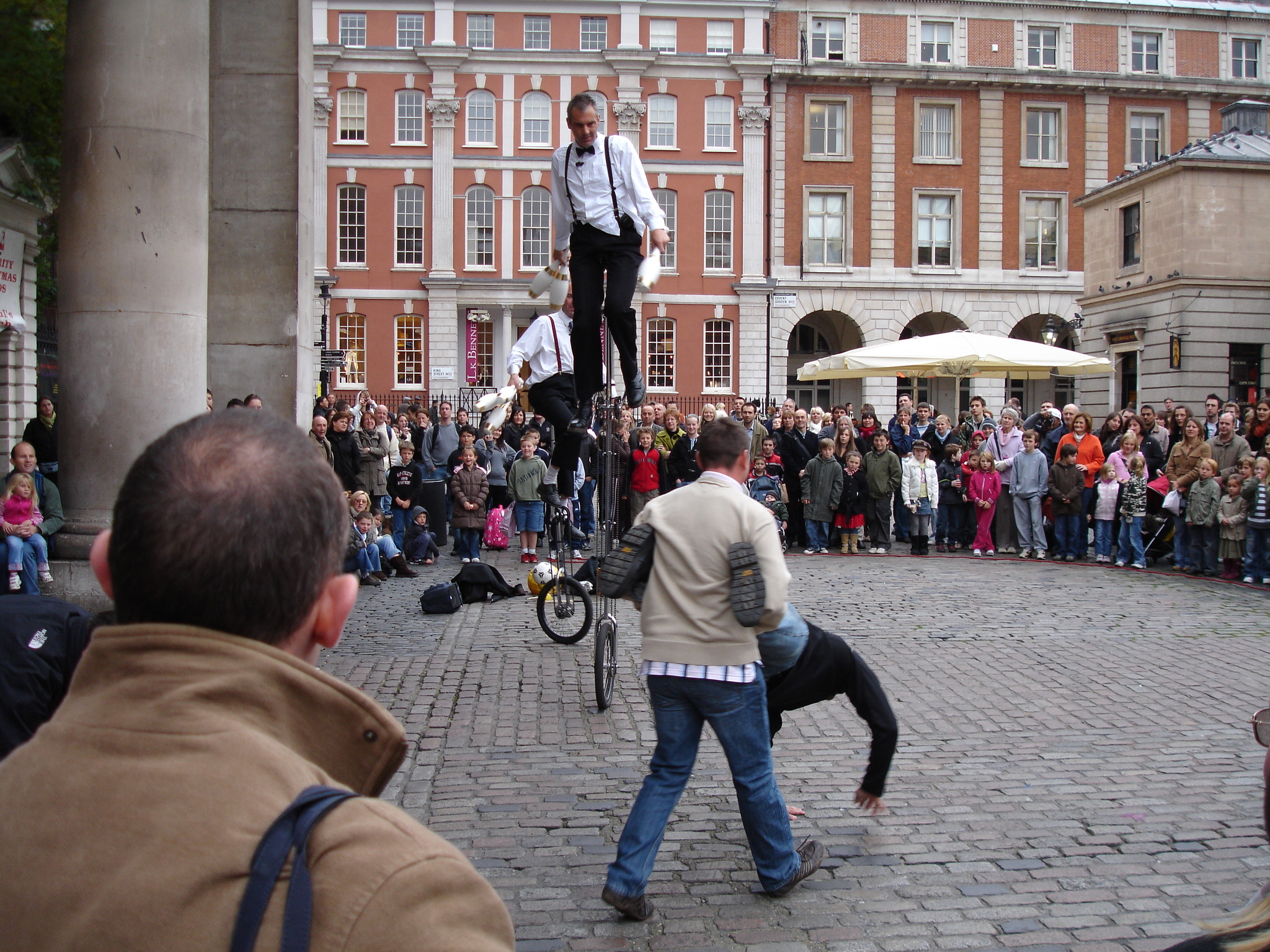
عرض في كوفنت غاردن.

- وستمنستر - فيها يقع قصر بكنغهام ومباني البرلمان ومسكن رئيس الوزراء ومعظم الوزارات والدوائر الحكومية ومقر «سكوتلاند يارد».
- كوفنت غاردن - أبرز معالمها دار الأوبرا.
- مي فير - يطل على متنزه «هايد بارك».
- هوبورن - يتخذ العديد من المؤسسات التعليمية والمالية والقانونية مقارها فيه.
- سوهو - يعرف أيضا باسم «الحي الصيني». وهو إلى جانب ذلك منطقة تجمع الشواذ جنسيا.[3]
- بلومزبري - أهم معالمه السياحية المتحف البريطاني.
- مرليبون - أشهر معالمه متحف الشمع.
- ريجنتس بارك - يشتهر بالمتنزه الذي يحمل اسمه وجامع ريجنتس بارك.

وتبعا لتعريفات جغرافية أخرى، يضم الوست إند أيضا أحياء نايتسبريدج وساوث كينزنغتون وبلغرافيا وتشلسي وبيملكو وبيزووتر وبادنغتون ونوتينغ هيل وهولاند بارك.

## شوارع الوست اند
من أهم الشوارع في الوست اند:

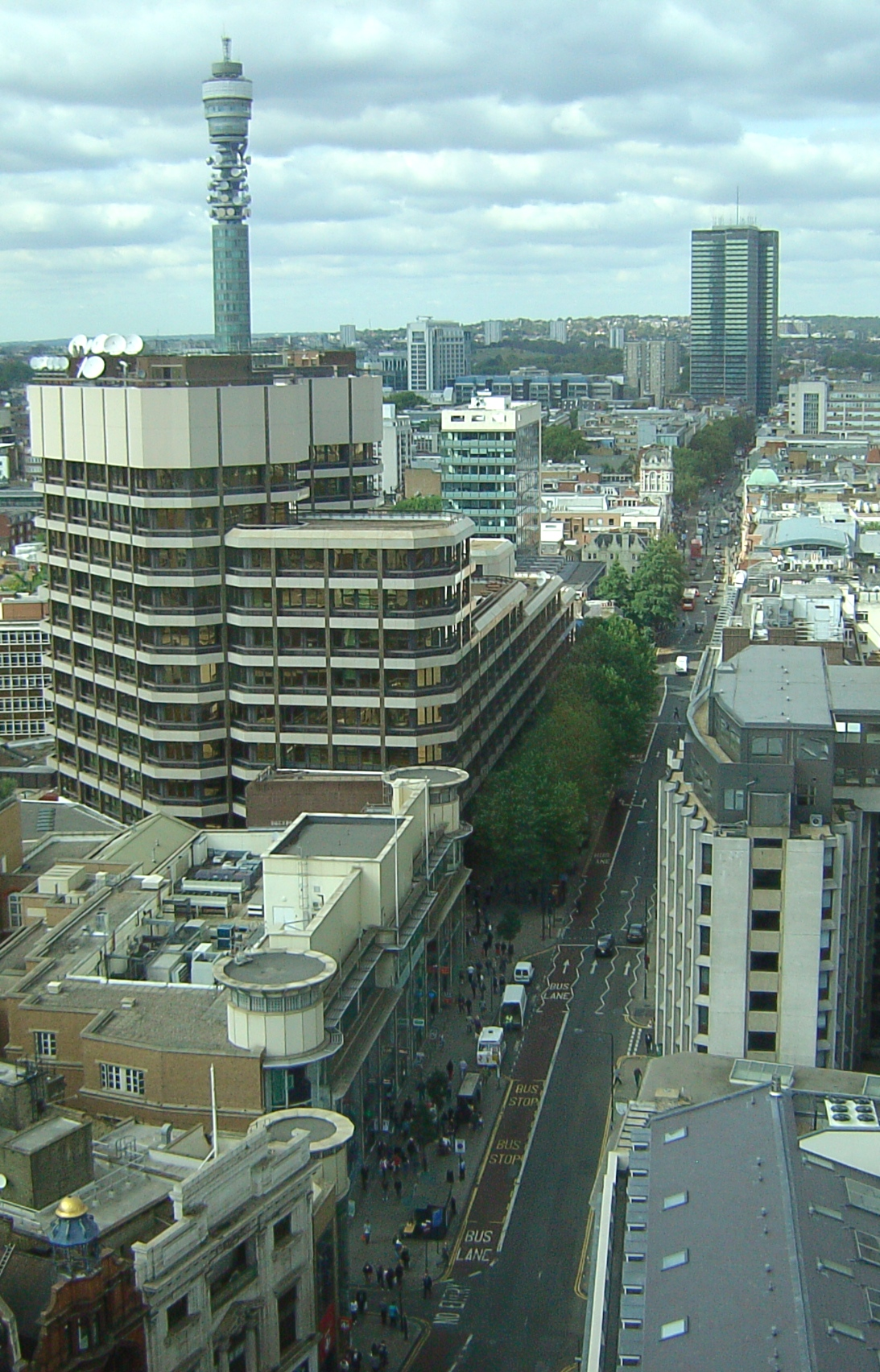
توتنهام كورت رود - برج بي تي ظاهر على الشمال.

- داوننغ ستريت - يسكن فيها رئيس الوزراء في المنزل رقم 10.
- أوكسفورد ستريت - كبرى شوارع التسوق في لندن.
- بوند ستريت - معروفة بمحلاتها الراقية جدا.
- تشارنغ كروس رود - تعرف بشارع المكاتب، حيث بها عدد من المحلات المتخصصة ببيع الكتب الجديدة والمستعملة.
- هارلي ستريت - معروفة كمركز تجمع أطباء القطاع الخاص المتخصصين في الطب والجراحة والتجميل.
- بارك لين - شارع يفصل ما بين مي فير وهايد بارك.
- شافتسبري افنيو - تعرف بـ «شارع المسارح».
- توتنهام كورت رود - شارع متاجر الإلكترونيات.
- ادجوير رود - «شارع العرب».